# ولادیسلاو ترنافسکی
ولادیسلاو ترنافسکی (روسی: Владислав Михайлович Тернавский؛ زادهٔ ۲ مهٔ ۱۹۶۹) بازیکن سابق و مربی فوتبال اهل روسیه است.
از باشگاه‌هایی که در آن بازی کرده‌است می‌توان به باشگاه فوتبال ساترن رامنسکویه، باشگاه فوتبال دینامو استاوروپول، باشگاه فوتبال شینیک یاروسلاول، باشگاه فوتبال لوکوموتیو نیژنی نووگورود، باشگاه فوتبال روستوف، باشگاه فوتبال اسپارتاک مسکو، باشگاه فوتبال دینامو کی‌یف، باشگاه فوتبال وولگار آستراخان، باشگاه فوتبال ایرتیش پاولودار، و باشگاه فوتبال چورنومورتس اودسا اشاره کرد.
وی همچنین در تیم ملی فوتبال روسیه بازی کرده‌است.